# Liste des évêques et archevêques d'Utrecht
Pour un article plus général, voir Archidiocèse d'Utrecht.
L'évêché d'Utrecht, fondé en 696 par le pape Serge Ier, constituait avec les évêchés de Liège et de Cambrai les trois évêchés de la  Basse-Lotharingie, ayant comme métropolitain l'archevêque de Cologne pour Liège et Utrecht, celui de Reims pour Cambrai, et relevant du Saint-Empire. Le siège des évêques d'Utrecht se trouvait dans la cathédrale Saint-Martin d'Utrecht.
À partir du Xe siècle, l'évêque d'Utrecht est également le seigneur temporel d'une principauté, la principauté d'Utrecht.
Le dernier évêque souverain fut Henri de Bavière qui, las des révoltes de ses sujets, vendit à Charles Quint en 1528 la domination temporelle de la principauté. Toutefois, l'évêché subsista toujours comme pouvoir spirituel ; en 1559, il fut érigé en archevêché.
De 1592 à 1853 l'archevêché d'Utrecht cessa d'exister en raison de la Réforme, et son territoire passe sous la juridiction du vicaire apostolique de la Mission de Hollande.

## Évêques
- 696 - 739 : Willibrord d'Utrecht
- 739 - 752 : Wera
- 753 - 755 : Eoban
- 755 - 775 : Grégoire
- 775 - 784 : saint Albric
- 785 - 791 : Théodard
- 791 - v804 : Hamocar
- v804 - v827 : Richfried
- 828 - 838 : Frédéric d'Utrecht (saint Frédéric)
- 838 - 845 : Aelfric
- 846 : Hégihard
- 847 - 854 : Liudger
- 854 - 866 : saint Hunger
- 870 - 899 : Odilbald ou Egilbold
- 900 - 917 : Radboud (évêque)
- 918 - 977 : Baldéric d'Utrecht
- 977 - 990 : Folcmar d'Utrecht
- 995 - 1010 : saint Ansfrid le Jeune
- 1010 - 1026 : Adalbold II d'Utrecht
- 1027 - 1054 : Bernulf (ou aussi Bernold)
- 1054 - 1076 : Guillaume Ier de Ponte (nl)
- 1076 - 1099 : Conrad
- 1099 - 1112 : Bouchard de Lechsgemund
- 1113 - 1128 : Godebald
- 1128 - 1138 : André de Cuyck (nl)
- 1138 - 1150 : Herbert de Béron
- 1152 - 1156 : Herman de Horn
- 1156 - 1178 : Godefroid de Rhenen
- 1178 - 1196 : Baudouin II de Hollande [1]
- 1196 - 1198 : Arnold d'Ysenbourg (nl)
- 1198 - 1198 : Thierry de Hollande (nl) (élu en même temps que le précédent)[1]
- 1198 - 1212 : Dirk van der Aare, ou Thierry II de Nuenar
- 1213 - 1215 : Otton Ier de Gueldre, fils d'Otton Ier de Gueldre et de Richardis de Bavière
- 1215 - 1227 : Otto II de Lippe
- 1227 - 1233[2] : Wilbrand d'Oldenburg
- 1235 - 1249 : Otton III de Hollande , fils de Guillaume Ier de Hollande
- 1249 - 1250 : Godwin II d'Amstel (déposé), faussement appelé d'Amstel et en réalité Godwin de Randerath
- 1250 - 1267 : Henri de Vianden
- 1267 - 1290 : Jean Ier de Nassau (nl) (élu non consacré; renonça à ses fonctions sur l'ordre du pape).
- 1291 - 1296 : Jean II de Zyrick ou Sirk (transféré à Toul).
- 1296 - 1301 : Guillaume Berthout de Malines voir la Liste des seigneurs de Malines
- 1301 - 1317 : Gui d'Avesnes
- 1317 - 1322 : Frédéric de Sirk
- 1322 - 1322 : Jacques d'Oudshoorn
- 1322 - 1341 : Jean de Diest
- 1341 - 1341 : Nicola Capocci ou de Caputiis (Il renonça la même année à ses fonctions).
- 1342 - 1364 : Jean IV d'Arckel (transféré à Liège).
- 1364 - 1371 : Jean V de Virneboug (Il était antérieurement évêque de Munster).
- 1371 - 1378 : Arnould de Hornes (transféré à Liège).
- 1379 - 1393 : Florent de Wevelinghoven (de) (Il était antérieurement évêque de Munster. Renaud de Vianen qui lui fut opposé par le pape d'Avignon, Clément VII, ne put se maintenir dans l'évêché).
- 1393 - 1423 : Frédéric III de Blankenheim (Il était antérieurement évêque de Strasbourg).
- 1425 - 1433 : Zweder de Culemborg (déposé)
- 1432 - 1456 : Rodolphe de Diepholt
- 1456 - 1457 : Gilbert de Brederode (renonça à l'évêché).
- 1457 - 1494 : David de Bourgogne (Il était antérieurement, depuis 1451, évêque de Thérouanne)
- 1496 - 1517 : Frédéric de Bade
- 1517 - 1524 : Philippe de Bourgogne (1464-1524), dit Philippe de Bourgogne-Blaton
- 1524 - 1529 : Henri du Palatinat
- 1529 - 1534 : Guillaume d'Enckevoirt
- 1534 - 1559 : George d'Egmont

## Archevêques
- 1559 - 1580 : Frédéric Schenck de Toutenburg
- 1580 - 1592 : Herman van Rennenberg (non-intronisé en raison de la Réforme)
- 1592 - 1600 : Jan van Bruhesen (non-intronisé en raison de la Réforme)

## Archidiocèse d'Utrecht recréé en1853parPie IX
- 1853 - 1868 : Joannes Zwijsen
- 1868 - 1882 : Andreas Ignatius Schaepman
- 1883 - 1895 : Petrus Matthias Snickers
- 1895 - 1929 : Henricus van de Wetering
- 1930 - 1936 : Johannes Henricus Gerardus Jansen
- 1936 - 1955 : Johannes de Jong
- 1955 - 1975 : Bernardus Johannes Alfrink
- 1975 - 1983 : Johannes Gerardus Maria Willebrands
- 1983 - 2007 : Adrianus Johannes Simonis
- depuis 2007 : Willem Jacobus Eijk